# Irene Ferreiro
Irene Ferreiro García (Madrid, 4 de mayo de 2001) es una actriz española que se hizo conocida en el 2018 por su papel de Cris en la serie Skam España. Además, en 2022 apareció en la película Cerdita de Carlota Pereda, basada en un corto del mismo título.

## Primeros años
Irene Ferreiro empezó en el mundo de la interpretación gracias a que su madre le apuntaba a distintos cástines, pero tras varios intentos lo acabó dejando. Posteriormente, a partir de los 12 años, volvió a intentarlo una vez más y se volvió a presentar a cástines a los que la llevaba su madre. Desde entonces se apuntó a clases de interpretación y actualmente es una de las protagonistas de la serie estrenada el 16 de septiembre de 2018 en la plataforma de pago Movistar+, una adaptación de la serie noruega con el mismo nombre: Skam.

## Carrera
Irene da vida en Skam España a Cristina "Cris" Soto Peña (protagonista de la segunda temporada), una joven estudiante de bachillerato, a la que le gusta la fiesta y que pasa de preocuparse por nada. Cris está harta de los dramas amorosos de sus amigas. Ella pasa de enamorarse, prefiere estar con quien quiera en cualquier momento. Pero todo eso cambiará cuando conozca una chica misteriosa, que la llevará a tratar de encontrarse a sí misma como cualquier joven de su edad, además de descubrir el amor y auténtica amistad.

## Filmografía

### Televisión
| Año         | Serie       | Personaje                 | Canal     | Notas                          |
| ----------- | ----------- | ------------------------- | --------- | ------------------------------ |
| 2018 - 2020 | Skam España | Cristina "Cris" Soto Peña | Movistar+ | Elenco principal; 38 episodios |
| 2019        | Circular    | Blanca Colomina           | Playz     | Elenco principal; 5 episodios  |

### Cine
| Año  | Título       | Personaje    | Director         | Notas        |
| ---- | ------------ | ------------ | ---------------- | ------------ |
| 2018 | Noche de paz | Hija de Iván | Santiago Requejo | Cortometraje |
| 2022 | Cerdita      | Claudia      | Carlota Pereda   |              |

## Otros proyectos
- En 2017 apareció en el vídeo musical de la canción «Keep On Falling» de Manel Navarro.
- En 2019 apareció en el vídeo musical de la canción «Volvimos a Empezar» de VERSOIX.